# Aleksander Augustynowicz

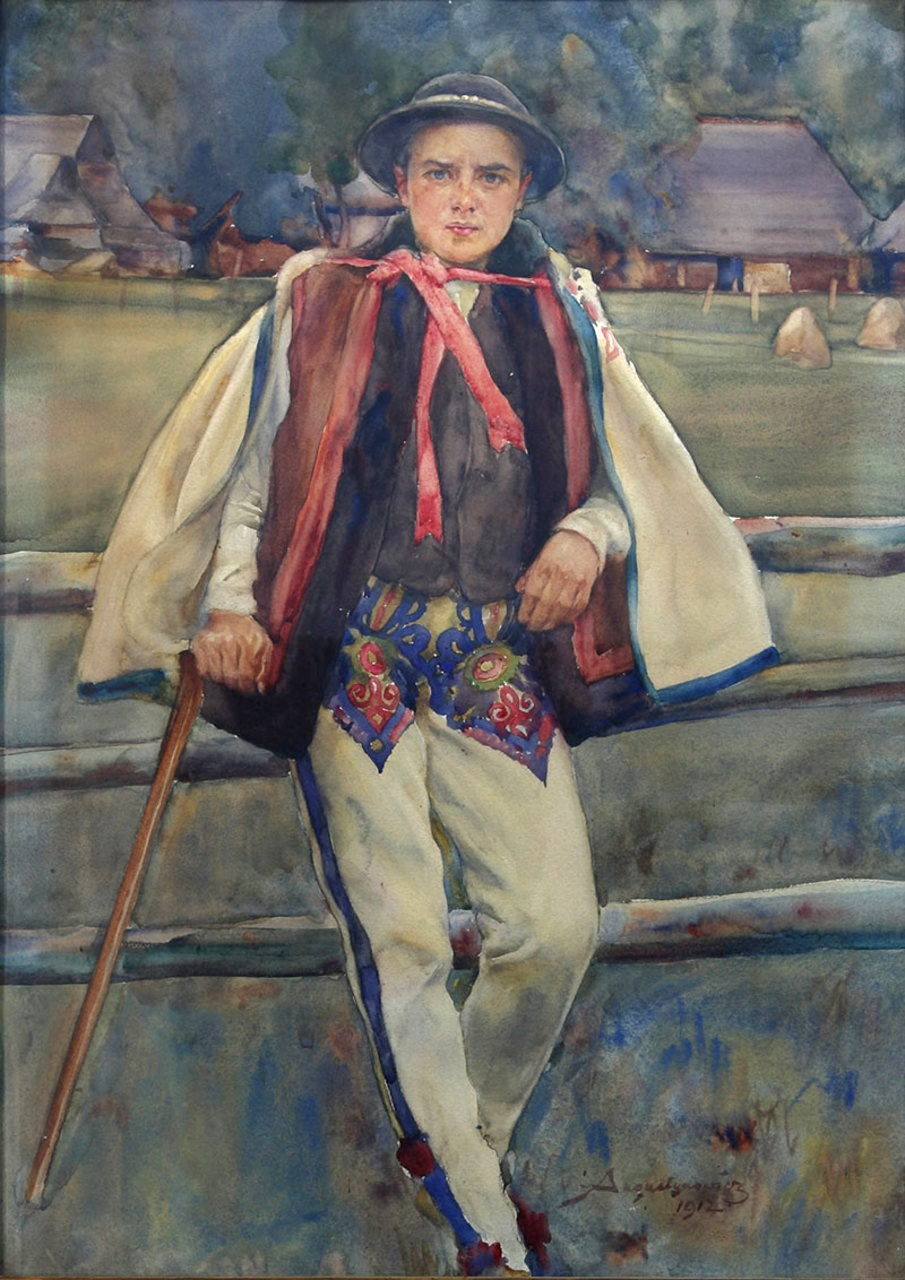
Gorale in Volkstracht

Aleksander Augustynowicz (* 7. Februar 1865 in Iskrzynia; † 23. August 1944 in Warschau) war ein polnischer Genre- und Porträtmaler.
In den Jahren von 1883 bis 1886 studierte er an der Akademie der Bildenden Künste Krakau bei Feliks Szynalewski (1825–1892), Władysław Łuszczkiewicz und Jan Matejko.
Nach Abschluss seines Studiums in Krakau setzte er seine Ausbildung in München ab 1888 an der privaten Malschule von Simon Hollósy fort.
Er unternahm künstlerische Reisen nach Italien und Ungarn. Er malte hauptsächlich Genrebilder und Porträts.
Ab 1890 lebte er in Lemberg, wo er seine künstlerische Tätigkeit aufnahm. 1895 heiratete er Anna Czemeryńska, mit der er drei Töchter hatte: Stanisława (* 1897), Zofia (* 1899) und Aleksandra (* 1901). Nach dem Ausbruch des Ersten Weltkriegs zog er nach Zakopane, wo er von 1914 bis 1921 lebte. Die dort entstandenen Genrebilder waren größtenteils der Goralen-Folklore gewidmet.
Anschließend ließ er sich in Posen nieder. 1925 wurde er Mitglied des Komitees der Gesellschaft zur Förderung der Schönen Künste  (Warschau). 1936 feierte er in Posen den 50. Jahrestag seiner künstlerischen Tätigkeit, einschließlich einer großen retrospektiven Ausstellung seiner Werke. Am 11. November 1937 wurde er „für seine Verdienste auf dem Gebiet der Kunst“ vom Präsidenten der Republik Polen, Ignacy Mościcki, mit dem Offizierskreuz des Ordens von Polonia Restituta ausgezeichnet. Nach dem Ausbruch des Zweiten Weltkriegs musste er Posen verlassen und zog nach Warschau, wo er während des Warschauer Aufstands 1944 fiel.